# The Mudlark
The Mudlark is een Brits-Amerikaanse dramafilm uit 1950 onder regie van Jean Negulesco. Destijds werd de film in Nederland uitgebracht onder de titel De koningin en het boefje.

## Verhaal
Wheeler is een straatjongetje, dat overleeft door de oevers van de Theems af te schuimen. Op een dag vindt hij een camee met een beeldenaar van koningin Victoria. Wanneer hij hoort dat ze „de moeder van Engeland” is, wil hij haar ontmoeten. Hij wordt ingerekend door de paleiswachten op verdenking van een moordcomplot. Premier Benjamin Disraeli beseft dat Wheeler onschuldig is en hij houdt te zijner faveure een rede in het Britse parlement. Daarin geeft hij ook indirecte kritiek op de koningin, omdat ze zich sinds de dood van haar gemaal heeft teruggetrokken uit het publieke leven. Een ontmoeting met Wheeler doet koningin Victoria besluiten om zich weer in het openbaar te vertonen. 

## Rolverdeling
| Acteur            | Personage          |
| ----------------- | ------------------ |
| Irene Dunne       | Koningin Victoria  |
| Alec Guinness     | Benjamin Disraeli  |
| Andrew Ray        | Wheeler            |
| Beatrice Campbell | Emily Prior        |
| Finlay Currie     | John Brown         |
| Anthony Steel     | Luitenant McHatten |
| Raymond Lovell    | Sergeant Naseby    |
| Marjorie Fielding | Margaret Prior     |
| Constance Smith   | Kate Noonan        |
| Edward Rigby      | Bewaker            |
| Ronan O'Casey     | Slattery           |